# Дитрих II фон Хохщаден
Дитрих II/Теодерих II фон Хохщаден (на немски: Dietrich II/Theoderich II. von Hochstaden; †между 18 март 1244 и 11 януари 1246) от род ван дер Ааре, е граф на Хохщаден (1243 – 1246). Той е далечен роднина на Хоенщауфените.

## Произход, управление и наследство
Син е на граф Лотар II фон Аре-Хохщаден († 1242/1243/1246) и съпругата му Маргарета фон Гелдерн († сл. 1264), дъщеря на граф Ото I фон Гелдерн († 1207) и Рихардис Баварска († 1231). Правнук е на граф Дитрих III фон Аре-Хохщаден († 1195) и Луитгард фон Мец-Дагсбург († 1194/97). Племенник е на Конрад († 1261) архиепископ на Кьолн (1238 – 1261), който 1248 г. поставя строителния камък за Кьолнската катедрала.
Графството Хохщаден съществува от 11 до 13 век. Дитрих продава през 1243 г. Даелхайм на Брабант.
След смъртта на бездетните Дитрих II/Теодерих и Герхард фон Аре-Хохщаден († 1242/1246) графството Хохщаден се дава на архиепископския манастир Кьолн.

## Фамилия
Дитрих II фон Хохщаден се жени ок. 1240 г. за Берта фон Лимбург-Моншау (* ок. 1225, Моншау; † 20 април 1254, Моншау), дъщеря на Валрам II фон Моншау († 1242) и графиня Елизабет фон Бар († 1262). Бракът е бездетен.
Вдовицата му Берта фон Моншау се омъжва втори път сл. 11 януари 1246 г. за Дитрих II фон Фалкенбург († 1268).